# Rhynchostegium micans
Rhynchostegium micans là một loài rêu trong họ Brachytheciaceae. Loài này được Sw. Austin mô tả khoa học đầu tiên năm 1875.